# La Carrera, Sinaloa
La Carrera är en ort i Mexiko.   Den ligger i kommunen El Fuerte och delstaten Sinaloa, i den västra delen av landet, 1 200 km nordväst om huvudstaden Mexico City. La Carrera ligger 52 meter över havet och antalet invånare är 329.
Terrängen runt La Carrera är platt. Runt La Carrera är det ganska glesbefolkat, med 23 invånare per kvadratkilometer. Närmaste större samhälle är San Blas, 15,8 km söder om La Carrera. I omgivningarna runt La Carrera växer huvudsakligen savannskog.